# Pseudosimochromis babaulti
Espèce
Statut de conservation UICN

 LC  : Préoccupation mineure
Synonymes
- Simochromis babaulti Pellegrin, 1927

Pseudosimochromis babaulti est une espèce de poissons de la famille des Cichlidés endémique du lac Tanganyika en Afrique.

## Étymologie
Le nom spécifique rend hommage à Guy René Babault.